# 중앙실업 야구단
중앙실업 야구단은 1946년부터 1947년까지 존재했던 실업 야구단이다. 한성실업야구연맹 원년 가입 팀이며, 1946년 한성실업야구 창립기념대회에서 우승을 차지했다.